# 若さと美に打ち負かされる時間の翁
『若さと美に打ち負かされる時間の翁』（西: El tiempo vencido por el amor, la belleza y la esperanza、英: Time defeated by Hope and Beauty）は、17世紀のフランスの画家シモン・ヴーエによって1627年に描かれた絵画で、プラド美術館に所蔵されている。美術館は1954年にロンドンで絵画を入手した。
「時間」は髭を生やしたサトゥルヌスの姿で表され、鎌と砂時計を持っている。バロック期には絶えず「時間」が表現されたが、それは人生の儚さのイメージであった。その「時間」を地面に引き倒しているのは、「若さ」の女神と「美」の女神ヴィーナスで、小さな「愛」の神キューピッドが二人の女神を助けている。
この作品は、容赦のない「時間」に対する「若さ」と「美」の勝利を表している。
ヴーエは1613年にローマに到着し、1627年にパリに戻るまでイタリアに滞在したが、この作品はヴーエがルイ13世の宮廷画家として招聘され、ローマを離れる直前に制作されたものである。輝く色彩、人物の理想美、劇的な構成などは画家の円熟期の作品に見られる特徴である。このような作品によって画家はフランスにイタリア美術の影響をもたらした。